# Варынский, Людвиг-Фаддей Северинович
Людвиг-Фаддей Северинович Варынский (пол. Ludwik Tadeusz Waryński, 1856—1889) — польский революционер, основатель Интернациональной социально-революционной партии «Пролетариат».

## Биография
Родился в семье польского шляхтича-участника восстания 1862 года. Окончил гимназию в Белой Церкви и в 1874 поступил в Петербургский технологический институт. В ноябре 1875 за участие в студенческих волнениях был исключён из института и выслан на родину. Приехал в Пулавы и некоторое время учился в местной Новоалександрийской академии сельского хозяйства и лесоводства. Вскоре бросил и ушел на завод, где работал слесарем и вел пропаганду среди рабочих. Постепенно вокруг Варынского стал складываться кружок единомышленников. Его деятельность не осталась незамеченной и опасаясь полиции он перебрался во Львов, в то время входивший в состав Австро-Венгрии. Там Варынский близко сошелся с классиком украинской литературы писателем Иваном Франко.
Осенью 1876 приехал в Варшаву, где развернул пропагандистскую деятельность, а также организацию рабочих кружков и касс сопротивления. Участвовал в создании первой программы польских социалистов (Брюссельская программа, 1878). С начала 1878 находился на нелегальном положении, в конце 1878 эмигрировал во Львов, затем — в Краков (принадлежавшие тогда Австро-Венгрии). В феврале 1879 арестован, на суде, проходившем в феврале-апреле 1880, вёл себя мужественно, отстаивая в выступлениях свои социалистические убеждения. По решению суда был выслан за пределы Австро-Венгрии, в 1880—1881 жил в Женеве, где состоял в польской социалистической группе «Равенство», возглавлял её интернационалистское крыло. Публиковался в печатных органах группы. Основал под Женевой коммуну, где частыми гостями были эмигранты из России: Вера Засулич, Лев Дейч, Яков Стефанович.
В конце 1881 нелегально вернулся в Варшаву, где объединил действовавшие в Польше социалистические и рабочие кружки в единую партию «Пролетариат». В сентябре 1883 вместе с двумя другими членами ЦК «Пролетариата» был арестован и в 1885 приговорён к 16 годам каторжных работ. Умер в камере в Шлиссельбурге.

## Память
- В его честь названа улица в Варшаве.
- Его портрет был изображён на банкноте номиналом 100 злотых серии 1974 года.
- Мемориальная доска установлена на здании Технологического института в Санкт-Петербурге.
- В 1977 о нём был снят советско-польский художественный биографический фильм «Белая мазурка» («Людвик Варыньский»). В главной роли Томаш Грохочиньский.